# 奪橋遺恨
《奪橋遺恨》（英語：A Bridge Too Far），英國電影，奧斯卡金像獎得獎導演李查·愛丁保祿（Richard Attenborough）執導，以第二次世界大戰歐洲戰場同盟國軍隊在西歐所遭遇的挫敗阿纳姆战役為藍本，改編自考李留斯·雷恩1974年的著作《奪橋遺恨》。

## 劇情
1944年6月盟軍成功登陸後，英國統帥伯納德·勞·蒙哥馬利上將和美軍將領乔治·巴顿已計劃快速結束戰爭，直取柏林，及早击败纳粹德国（第三帝國）。在政治壓力下，盟軍最高統帥德怀特·大衛·艾森豪採納了蒙哥馬利的「市场花园行动」计划，在1944年9月運用傘兵攻佔荷蘭東部阿纳姆市，接下来攻占納粹德國工業區。
1944年9月17日，阿纳姆战役打响，由通往阿纳姆的路上，一共有5座鐵橋。每座的鐵橋都有德軍精銳，甚至有德军的重型虎式坦克駐防。在占领了3座桥之后，盟军在纳粹德国控制的「阿纳姆大桥」遇到了大麻烦，英軍与波兰軍的空降部队始终无法夺取阿纳姆大桥，英国陆军第30军也无法推进到阿纳姆大桥，最后英波聯軍的空降部队被迫强行突围，未突围出去的英军与波兰士兵被迫向德军投降，战役结束时英波兩軍有1984人阵亡，6854人被俘，纳粹德国方面则有1300人阵亡，2000人受伤。
在此一片中有動用30000傘兵跳傘的大場面。

## 附閱
- 市場花園行動
- 阿纳姆战役
- 威廉·毕特利希
- 奪橋遺恨 (書籍)